# Darvai Móric
Darvai Móric (eredeti neve: Deutsch Móric; 1874-ig) (Aszód, 1849. december 14. – Budapest, 1917. március 21.) matematika-fizika szakos tanár, a kultuszminisztérium tisztviselője, tudományos szakíró. Darvai Fülöp (1857–1918) ügyvéd testvére.

## Életpályája
Szülei Deutsch Sámuel és Hinschfeld Sarolta. 1868-ban végezte el a középiskolát. A budapesti egyetemen végezte a matematika-fizika szakot. 1872-től tanár volt Pécsett (1876), Déván (1880), Aradon (1891). 1874-ben mennyiségtanból tanári képesítést szerzett; ekkor változtatta meg nevét Deutschról Darvaira. 1875-ben természettanból kapott tanári végzettséget. 1895-ben a vallás- és közoktatásügyi minisztérium középiskolai ügyosztályára hívták be. 1900-tól tankerületi főigazgatóként dolgozott. 1911-ben nyugdíjba vonult. Halálát tüdőlob okozta.

### Munkássága
Több külföldi pedagógiai kongresszuson vett részt állami küldetésben, és több tanulmánya jelent meg szakfolyóiratban. Lefordított magyarra több külföldi népszerű tudományos munkát. Több természettudománnyal kapcsolatos művet fordított angolból, franciából és olaszból. Magyarra fordította Harriet Beecher Stowe Tamás bátya kunyhója című regényét (1903).
1903-ban a Rómában megtartott nemzetközi történeti kongresszuson két előadást tartott olasz nyelven, egyet a  középkori magyar királyok hódításairól, egyet pedig Bolyai János munkásságáról.

## Művei
- Bolygópályák meghatározása három geocentrikus észlelet alapján (Pécs, 1877)
- Faraday élete (Déva, 1881)
- Üstökösök és meteorok (Budapest, 1888)[6]
- Új elmélet a Nap melegének megmaradásáról (1888)
- Üstökös csillagok (Győr, 1889)
- Benvenuto Cellini élete és művei (Budapest, 1907)

### Műfordításai
- Harriet Beecher Stowe: Tamás bátya kunyhója (regény, 1903)
- Charles Norris Williamson: Miss Randolph utazása (regény, Budapest, 1911)